# Simulium oshimanum
Simulium oshimanum är en tvåvingeart som beskrevs av Tokuichi Shiraki 1935. Simulium oshimanum ingår i släktet Simulium och familjen knott. Inga underarter finns listade i Catalogue of Life.